# G Storm
Série
P Storm
(2019)
Pour plus de détails, voir Fiche technique et Distribution.
G Storm (G風暴, G Feng bao, litt. « Tempête G ») est un thriller policier hongkongais réalisé par David Lam et sorti en 2021. Il fait partie de la série des Storm et est la suite de P Storm (2019). Louis Koo y reprend le rôle de William Luk, inspecteur de la Commission indépendante contre la corruption, et enquête sur une affaire au département de l'immigration liée à un réseau thaïlandais de traite d'êtres humains.

## Fiche technique
- Titre original : G風暴
- Titre international : G Storm
- Réalisation : David Lam
- Photographie : Joe Chan
- Montage : Poon Hung-yiu
- Musique : Anthony Chue
- Production : Raymond Wong Pak-ming
- Société de production et de distribution : Mandarin Films Distribution (en)
- Pays d’origine :  Hong Kong
- Langue : cantonais
- Format : couleur
- Genre : thriller, policier
- Durée : 83 minutes
- Date de sortie :
  -  Hong Kong : 31 décembre 2021

## Distribution
- Louis Koo : William Luk
- Julian Cheung : Lau Po-keung
- Kevin Cheng : Ching Tak-ming
- Jessica Hsuan (en)
- Bosco Wong : le petit frère de Ching
- Rosyam Nor (en)
- Michael Tse : inspecteur corrompu du département des douanes
- Louis Cheung
- Dada Chan
- Liu Kai-chi
- Lo Hoi-pang
- Wilfred Lau
- Cheung Siu-fai

## Production
Le tournage de G Storm commence en décembre 2019. Le 16 décembre 2019, le tournage d'une scène d'explosion a lieu à Tsim Sha Tsui avec Louis Koo, Julian Cheung, Kevin Cheng, Jessica Hsuan (en), Bosco Wong et Deno Cheung ainsi que plus de 100 figurants,. La production est mise en pause en janvier 2020 en raison de la pandémie de Covid-19  et ne reprend qu'en juin 2020 pour se terminer officiellement à la fin du mois. À cause de la pandémie, le tournage de deux scènes majeures qui comprennent une conférence internationale et une grande fusillade qui devaient être tournées en Asie du Sud-Est a été annulé et finalement tourné à Hong Kong,.